# شرلی منسن
شرلی منسن (به انگلیسی: Shirley Ann Manson) (زاده ۲۶ اوت ۱۹۶۶) خواننده، ترانه‌سرا و نوازندهٔ اهل اسکاتلند است که بیشتر به‌عنوان رهبر و خوانندهٔ گروه گاربج شناخته شده‌است.
۷ نامزدی جایزه گرمی و فروش بیش از ۱۷ میلیون نسخه از آثارشان، ثمرهٔ بیش از دو دهه همکاری او با گاربج بوده‌است. منسن از اعتباری که در صنعت موسیقی و سرگرمی به‌دست آورده برای پیش‌برد اهدافش در مواردی مانند منع استفاده از پوست حیوانات در صنعت مُد، مبارزه با ایدز و مطالبهٔ حقوق اجتماعی افراد ال‌جی‌بی‌تی سود جسته‌است.

## کودکی و سال‌های آغازین
منسن زادهٔ ۲۶ اوت ۱۹۶۶ در ادینبرای اسکاتلند است. پدرش استاد دانشگاه و مادرش خوانندهٔ یک گروه موسیقی بیگ بَند بود. در دبیرستان به‌خاطر موهای قرمزش مورد تمسخر دیگران قرار می‌گرفت، گرچه زمانی که خواننده شد این مشخصه به علامت تجاریش تبدیل شد. در آن سال‌ها مادرش (به روش نادرست) با گفتن جمله‌هایی مثل «تو به زیبایی دخترهای دیگر نیستی، اما یک شخصیت فوق‌العاده داری» سعی می‌کرد اعتماد به نفس از دست رفتهٔ او را بازگرداند.
به گفتهٔ منسن در آغاز فعالیت موسیقی‌اش زمان‌هایی که قرار بود عکاسی کنند ساعت‌ها در توالت گریه می‌کرد و فقط پس از حضور در کارزار مُدلینگ کلوین کلاین در سال ۱۹۹۹ بود که شروع به لذت بردن از دیدن خودش در آینه کرد. منسن سال‌ها از سندرم خودویرانگری رنج می‌بُرد. او در مقاله‌ای که در سال ۲۰۱۸ در نیویورک تایمز منتشر شد توضیح داده که پس از یک تجربهٔ ناموفق عاشقانه در دههٔ ۸۰ میلادی برای اولین‌بار با چاقو خودزنی کرده و حتی در دوره‌ای که با گاربج به شهرت جهانی رسید برای گریز از فشار روانی که متحمل می‌شد به مجروح کردن خودش با چاقو متوسل می‌شده‌است.

## زندگی حرفه‌ای

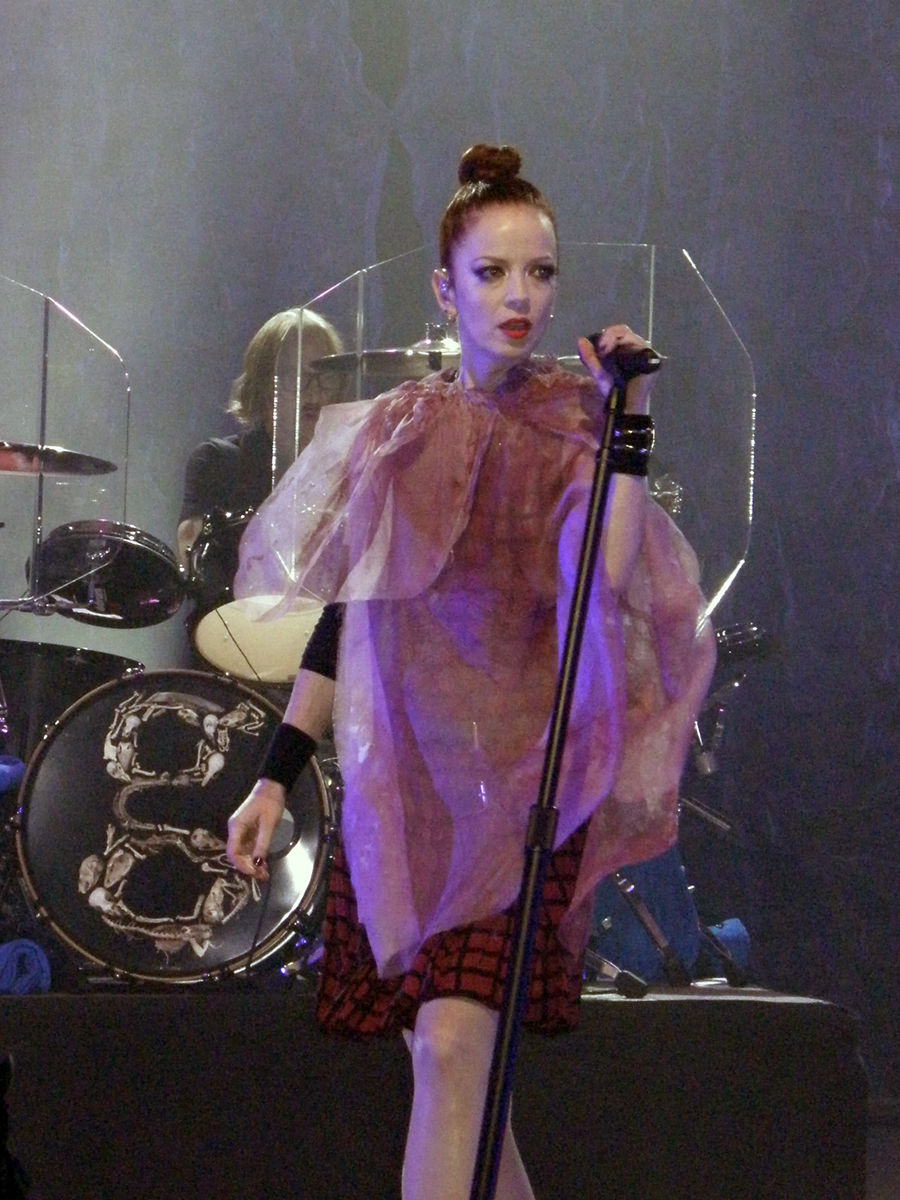
شرلی منسن در حال اجرا، سال ۲۰۱۲.

منسن پیش از پیوستن به گاربج خوانندهٔ گروه‌های گودبای مستر مک‌کنزی و اَنجل‌فیش بود. استیو مارکر (گیتاریست) زمانی که اجرای منسن با اَنجل‌فیش را-که ساعت ۱ بامداد در ام‌تی‌وی پخش می‌شد-دید او را به دو عضو دیگر گاربج (که آن‌زمان دنبال خواننده می‌گشتند) پیشنهاد داد و به این شکل منسن به گاربج پیوست. ۳ عضو اولیهٔ گاربج تصور می‌کردند چون منسن تا آن زمان یک دهه کار موسیقی می‌کرده، ترانه‌سرا هم هست اما واقعیت این بود که او تا به‌آن‌روز هیچ‌گاه ترانه‌ای ننوشته بود.
در آغاز همکاری منسن با گاربج کارها آن‌چنان‌که باید خوب پیش نمی‌رفتند. عوامل مختلفی در این ماجرا نقش داشتند از جمله این‌که او تنها عضو خارجی و زن گروه بود و تا حدی هم تحت تأثیر سابقهٔ اعضای دیگر گاربج قرار گرفته بود، به‌خصوص بوچ ویگ که تجربهٔ همکاری با گروه‌هایی مثل نیروانا و اسمشینگ پامپکینز را داشت. منسن پس از ملاقات با اعضای گاربج در آمریکا و تجربهٔ ناموفقی که از ضبط آهنگ‌ها داشتند برای دو هفته به اسکاتلند بازگشت و بعد به آن‌ها تلفن زد و گفت: «فکر می‌کنم فهمیده‌ام با بعضی از این آهنگ‌ها چه کار کنم».

## صدا
«ما می‌خواستیم با یک خوانندهٔ زن کار کنیم که صدای زیر و سَرخوش نداشته باشد، ما باهم در مورد صداهایی که واقعاً برایمان احترام‌برانگیز بودند صخبت کردیم و نام‌هایی مانند پتی اسمیت و کریسی هایند به میان آمدند. صدای شرلی هم یک جورهایی همان عمق را داشت».

—بحث استیو مارکر در مورد صدای منسن در مصاحبه با لس آنجلس تایمز.

اگرچه منسن در کودکی در گروه کُر به عنوان سوپرانو آموزش دیده بود اما هرگز به عنوان سوپرانو شناخته نشد و خودش هم این موضوع را تصدیق می‌کند:
فکر نمی‌کنم سوپرانو باشم. نمی‌دانم چه کوفتی هستم— پایان گفتاورد، 
 منتقدان موافق هستند که او دارای صدای کنترآلتویی است که قابلیت‌هایی همچون انتقال احساسات، آن را متمایز کرده‌است. الیسا گاردنر در لس آنجلس تایمز نوشته‌است: «یکی از جذاب‌ترین ویژگی‌های گاربج نیروی طبیعت است: آواز منسن، که می‌تواند بسیاری از احساسات را منتقل کند بدون اینکه حالتی ملودراماتیک پیدا کند».

«ما یک نفر را می‌خواستیم که بتواند به شیوه‌ای عاری از مبالغه آواز بخواند، الان خیلی از این خوانندگان آلترنتیو راک عادت دارند جیغ بکشند. شرلی دقیقاً برعکس است. با اجرای خوددارانه، می‌تواند حتی ساختارشکن‌تر به نظر برسد».

—صحبت‌های بوچ ویگ در توصیف صدای منسن در مصاحبه با لس آنجلس تایمز.
جان پیرلس از نیویورک تایمز در بررسی اجرای زندهٔ گاربج نوشت: «اغواگر، عاشق، دردمند، جنگجو - اینها شخصیت‌های خانم منسن از زمان شروع گاربج در سال ۱۹۹۵ بوده‌اند. در دوره‌های دیگر او ممکن است یک خوانندهٔ آهنگ‌های پاپ عاشقانه یا شخص اول یک گروه موج نو باشد. شرلی بَسی، داستی اسپرینگفیلد، یا کریسی هایند. از هر کدام از این‌ها چیزی در صدای او وجود دارد». نشریهٔ گرین لفت در نقدی بر آلبوم گاربج اشاره کرده که «منسن صدای قدرتمندی دارد که به‌سان یک پرنده اوج می‌گیرد و فرود می‌آید. می‌تواند تمنا کند یا مطالبه‌گری. می‌تواند رؤیایی یا روانی به نظر برسد».